# Долманс Хёвелланд Классик
Долманс Хёвелланд Классик (нидерл. Dolmans Heuvelland Classic) — шоссейная однодневная велогонка, проходившая по территории Нидерландов с 2007 по 2010 год.

## История
Гонка была создана в 2007 году и на протяжении всей своей истории проводилась в рамках национального календаря.
Маршрут гонки пролегал в провинции Лимбург между Бунде до Сиббе. Профиль дистанции был холмистый. Протяжённость дистанции составляла в районе 100 км.
После прекращения её проведения, со следующего 2011 года её место в календаре заняла  в 2010 году со однодневная гонка Холланд Хилс Классик.

## Призёры

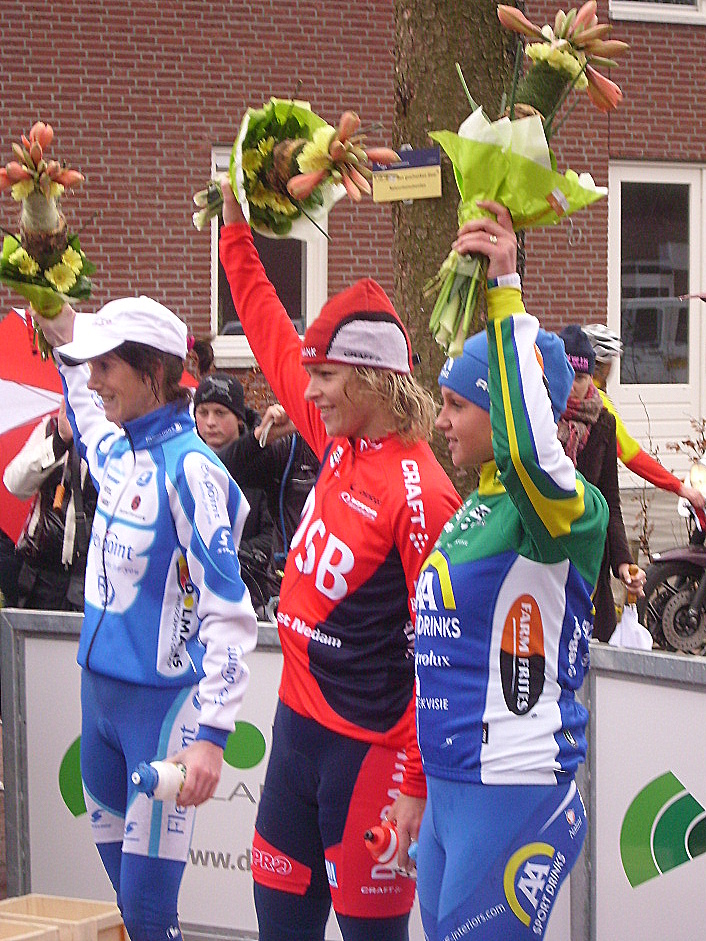
Подиум 2008 года

| Год  | Победитель      | Второй          | Третий          |
| ---- | --------------- | --------------- | --------------- |
| 2007 | Регина Брёйнс   | Сюзанна де Гуде | Лус Гюнневейк   |
| 2008 | Шэрон Ван Эссен | Саския Элеманс  | Хантал Блак     |
| 2009 | Люсинда Бранд   | Тина Либих      | Саския Элеманс  |
| 2010 | Лисбет Де Вохт  | Сара Дюстер     | Лизелотт Декруа |